# Krunasta bogomoljka
Krunasta bogomoljka (latinski: Empusa fasciata) vrsta je bogomoljke iz roda Empusa i reda Mantodea.

## Rasprostranjenost i životni ciklus
Raspon krunaste bogomoljke seže od zapadne Azije do sjeveroistočne obale Italije, no najčešće se pronalazi u jugoistočnoj Europi, između ostaloga i u Hrvatskoj. Voli vruća i suha područja, pa se upravo zato na jadranskoj obali nalazi na toplim i suhim krškim obroncima. Pronaći će je se najčešće u visokoj, sasušenoj vegetaciji. 
Krunasta bogomoljka svoj odrasli stadij doseže vrlo rano u godini i to u svibnju. Parenje se može ponavljati. Odrasli mužjaci ugibaju ubrzo nakon parenja, a ženke nakon polaganja jaja. Ličinke se izlegu u srpnju i prezimljuju kao nimfe u stadiju dijapauze. Ne postoji indikacije da je vrsta kanibalistička.

## Ponašanje
Krunasta bogomoljka uspješan je grabežljivac. Tijekom svoje evolucije specijalizirala se za lov letećih kukaca poput dvokrilaca i opnokrilaca, što nije iznenađujuće s obzirom na to da je izbor kukaca tijekom proljeća ograničen i teži prema oprašivačima.
Osim svojega izgleda s kojim postiže efektivnu kamuflažu, krunasta bogomoljka graciozno i spretno se uklapa u kretanje okolne vegetacije svojim karakterističnim pokretima, ljuljanjem i trzanjem.

## Galerija
- Odrasla ženka
- Odrasli mužjak
- Siva nimfa na otoku Krku
- Smeđa nimfa na otoku Krku
- Zelena nimfa

## Vanjske poveznice
|  | Zajednički poslužitelj ima još gradiva o temi Empusa fasciata |
|  | Wikivrste imaju podatke o taksonu Empusa fasciata             |

- Opažanja, iNaturalist